# Souris, North Dakota
Souris, North Dakota (енгл. Souris) град је у америчкој савезној држави Северна Дакота.

## Демографија
По попису из 2010. године број становника је 58, што је 25 (-30,1%) становника мање него 2000. године.
| Група             | 2000.       | 2010.      |
| Белци             | 83 (100,0%) | 56 (96,6%) |
| Афроамериканци    | 0 (0,0%)    | 0 (0,0%)   |
| Азијати           | 0 (0,0%)    | 0 (0,0%)   |
| Хиспаноамериканци | 0 (0,0%)    | 0 (0,0%)   |
| Укупно            | 83          | 58         |